# Обиточная
Обиточная — река в Запорожской области Украины, впадает в Азовское море у города Приморск.
Длина реки — 96 км, площадь её водосборного бассейна — 1430 км². На всем протяжении река течёт с севера на юг и лишь последние 17 км протекает параллельно берегу Азовского моря на юго-запад. На этом участке она отделена от моря пятикилометровым гребнем высотой 30-40 м, состоящим из жёлто-бурых глин. Наносам реки обязана своим существованием Обиточная коса.
В нижнем течении река местами пересыхает в результате использования воды на орошение и водоснабжение, а также вследствие фильтрации вод в аллювиальные отложения.

## Притоки
- Кильтичия
- Салтыч